# Parafia Matki Bożej Bolesnej w Jarosławiu
Parafia Matki Bożej Bolesnej w Jarosławiu – rzymskokatolicka parafia znajduje się w Jarosławiu, należąca do dekanatu Jarosław I, w archidiecezji przemyskiej. Jest prowadzona przez Ojców Dominikanów.

## Historia
20 sierpnia 1381 roku pasterze w pobliżu Jarosławia znaleźli figurę Matki Bożej trzymającej na rękach ciało zmarłego Chrystusa. Wkrótce figurę umieszczono w zbudowanej na tym miejscu drewnianej kapliczce, do której przybywali pielgrzymi. Obok tego miejsca było źródełko z cudowną wodą. W 1387 roku przy figurze modliła się królowa Jadwiga. W 1410 i 1420 roku kapliczka została zniszczona przez Tatarów, ale figura ocalała. 
W 1421 roku kasztelan przemyski Rafał Tarnowski zdecydował o budowie murowanego kościoła, przy którym powstała kapelania dla obsługi duszpasterskiej sanktuarium. W 1629 roku Anna Ostrogska przekazała kościół Jezuitom. W 1696 roku rozpoczęto rozbudowę kościoła i klasztoru, który 13 września 1713 roku został konsekrowany przez bpa Pawła Konstantego Dubrawskiego, pw. Matki Bożej Bolesnej. W 1752 roku ukończono budowę murowanej kaplicy nad źródełkiem. 8 września 1755 roku bp Wacław Hieronim Sierakowski dokonał koronacji figury koronami papieskimi. W 1766 roku zespół klasztorny otoczono murem obronnym. W 1773 roku bullą papieską zakon Jezuitów został skasowany.
13 czerwca 1787 roku przybyli Dominikanie ze spalonego klasztoru w Bochni, a w 1788 roku przybyli Dominikanie ze skasowanego klasztoru w Sieniawie.
W 1966 roku kościół otrzymał tytuł bazyliki mniejszej. W 1970 roku dekretem bpa Ignacego Tokarczuka przy klasztorze została erygowana parafia.
Na terenie parafii jest 5 800 wiernych.
Proboszczowie parafii:
1970–1972. o. Urban Mieczysław Szeremet OP.
1972–1987. o. Emil Nowak OP.
1987–1990. o. Wawrzyniec Eugeniusz Wawro OP.
1990–1993. o. Stanisław Repetowski OP.
1993–2005. o. Dariusz Kantypowicz OP.
2005–2007. o. Jakub Kruczek OP.
2007–2013. o. Jacek Skupień OP.
2013–2014. o. Lucjan Sobkowicz OP.
2014–2017. o. Jacek Zborzil OP.
2017–2023. o. Jacek Skupień OP.
2023– nadal o. Marek Grubka OP.

## Terytorium parafii
Teren parafii obejmuje ulice: Oś. Armii Krajowej, Oś. Witosa, Oś. Pułaskiego (bloki 8-13), Bandurskiego, Brzostków, Cegielniana, Cmentarna, Danilewicza, Dąbrowskiego, Dobrzańskiego, Dominikańska, Grodziszczańska, Grochowska, Jana Pawła II (numery 30-66), Kochanowskiego, Konarskiego, Konfederacka,  Zbigniewa Kopcia, Kościuszki (numery 10-43), Krakowska, Krasińskiego, Maleniska (numery 7-21), Morgenbessera, Pawłosiowska, Powstania Styczniowego, Racławicka (numery 5-64), Reja, Kpt. Schrama,  Siarczyńskiego, Szczytnianska, Żeromskiego (nr 1)